# مانويل كاباسو
مانويل كاباسو (بالإسبانية: Manuel Capasso)‏ هو لاعب كرة قدم أرجنتيني في مركز الدفاع، ولد في 19 أبريل 1996 في الأرجنتين. لعب مع نادي أتليتيكو ألدوسيفي.

## وصلات خارجية
- مانويل كاباسو على موقع قاعدة بيانات كرة القدم.إي يو (الإنجليزية)
- مانويل كاباسو على موقع Soccerway.com (الإنجليزية)